# Здвинский район
Здви́нский район — административно-территориальная единица (район) и муниципальное образование (муниципальный район) в Новосибирской области России.
Административный центр — село Здвинск.

## География
Район расположен на юго-западе Новосибирской области. Граничит с Убинским, Доволенским, Краснозёрским, Карасукским, Баганским, Купинским и Барабинским районами области. Территория района по данным на 2008 год — 494,3 тыс. га, в том числе сельхозугодья — 410,2 тыс. га (83 % всей площади).
В центральной части района протекают реки Каргат и Чулым. В районе большое количество озёр, из которых наиболее крупные — Малые Чаны, Сартлан, Урюм, Саргуль.
Типичный пейзаж для данного района показан на фото: река Чулым, степь, невысокие колки на заднем плане. Для района характерны небольшие перепады высот (это объясняет спокойное течение реки и низкие берега).

## История
Район образован в 1925 году как Нижне-Каргатский в составе Барабинского округа Сибирского края, с 1930-го в составе Западно-Сибирского края. В 1933 году район переименован в Здвинский в память о погибшем в 1918 году революционере М. С. Здвинском. В 1937 район был включен во вновь образованную Новосибирскую область. В 1963 году был присоединен к Барабинскому району, в 1965 году — восстановлен.
В 1970-е годы для воздушного сообщения с аэропортом Новосибирск-Северный в Здвинске был сооружён аэропорт, прекративший действовать через 20 лет после открытия.
В 2018 году район вошёл в состав Барабинско-Куйбышевской агломерации.

## Достопримечательности
Здвинский район располагает богатыми туристическими ресурсами.

### Памятники природы

#### Федерального значения
- биологический заказник «Здвинский»  (площадь 40 000 га);
- ландшафтно-биологический заказник «Чановский» (площадь 10 200 га).

#### Регионального значения
- Остров Голинский;
- Болото «Большое займище»;
- Михайловский рям;
- Баганское займище;
- Грива Верткова.

### Археологические памятники
- На берегу озера Малая Чича находятся остатки городища (укреплённого поселения) Чичабург (Чича-1) площадью более 240 тыс. м² ориентировочно IX—VII века до нашей эры, переходный период от бронзы к железу[8].

### Культурно-историческое наследие
- Краеведческий музей;
- памятники «Борцам за Советскую власть» в Барлакуле, Верх-Каргате, Верх-Урюме, Здвинске, Лянино, Михайловке, Нижнем Чулыме, Светлом, Сарыбалыке и Щелчихе[9]

## Население
| 1985    | 1987    | 2002    | 2004    | 2005    | 2006    | 2007    |
| ------- | ------- | ------- | ------- | ------- | ------- | ------- |
| 21 154  | ↘21 080 | ↘18 770 | ↘18 353 | ↘18 258 | ↘18 009 | ↘17 911 |
| 2008    | 2009    | 2010    | 2011    | 2012    | 2013    | 2014    |
| ↗18 160 | ↘17 375 | ↘17 196 | ↘16 558 | ↘16 229 | ↘15 862 | ↘15 459 |
| 2015    | 2016    | 2017    | 2018    | 2019    | 2020    | 2021    |
| ↘15 114 | ↘14 889 | ↘14 654 | ↘14 341 | ↘14 037 | ↘13 808 | ↘12 375 |
| 2024    |         |         |         |         |         |         |
| ↘11 725 |         |         |         |         |         |         |

## Муниципально-территориальное устройство
В муниципальный район входят 14 муниципальных образований со статусом сельских поселений.
| №  | Сельские поселения        | Административный центр | Количество населённых пунктов | Население (чел.) | Площадь (км²) |
| -- | ------------------------- | ---------------------- | ----------------------------- | ---------------- | ------------- |
| 1  | Алексеевский сельсовет    | деревня Алексеевка     | 4                             | ↘505             | 371,80        |
| 2  | Верх-Каргатский сельсовет | село Верх-Каргат       | 2                             | ↘742             | 348,23        |
| 3  | Верх-Урюмский сельсовет   | село Верх-Урюм         | 3                             | ↘712             | 405,41        |
| 4  | Горносталевский сельсовет | село Старогорносталево | 1                             | ↘604             | 261,66        |
| 5  | Здвинский сельсовет       | село Здвинск           | 1                             | ↗4961            | 43,56         |
| 6  | Лянинский сельсовет       | село Лянино            | 2                             | ↘745             | 306,90        |
| 7  | Нижнеурюмский сельсовет   | село Нижний Урюм       | 2                             | ↘411             | 204,70        |
| 8  | Нижнечулымский сельсовет  | село Нижний Чулым      | 2                             | ↘953             | 486,99        |
| 9  | Новороссийский сельсовет  | село Новороссийское    | 3                             | →508             | 269,08        |
| 10 | Петраковский сельсовет    | село Петраки           | 5                             | ↘846             | 771,07        |
| 11 | Рощинский сельсовет       | посёлок Берёзовка      | 3                             | ↘393             | 374,13        |
| 12 | Сарыбалыкский сельсовет   | село Сарыбалык         | 2                             | ↘675             | 284,18        |
| 13 | Цветниковский сельсовет   | село Цветники          | 3                             | ↘885             | 490,56        |
| 14 | Чулымский сельсовет       | село Чулым             | 3                             | ↘837             | 353,30        |

### Населённые пункты
В Здвинском районе 36 населённых пунктов:
| №  | Населённый пункт  | Тип     | Население | Муниципальное образование |
| -- | ----------------- | ------- | --------- | ------------------------- |
| 1  | Алексеевка        | деревня | ↘463      | Алексеевский сельсовет    |
| 2  | Алексотово        | деревня | ↘53       | Верх-Урюмский сельсовет   |
| 3  | Барлакуль         | деревня | ↘170      | Лянинский сельсовет       |
| 4  | Бережки           | посёлок | ↘107      | Верх-Каргатский сельсовет |
| 5  | Берёзовка         | посёлок | ↘351      | Рощинский сельсовет       |
| 6  | Верх-Каргат       | село    | ↘828      | Верх-Каргатский сельсовет |
| 7  | Верх-Урюм         | село    | ↘805      | Верх-Урюмский сельсовет   |
| 8  | Городище          | деревня | ↘232      | Петраковский сельсовет    |
| 9  | Горькое Озеро     | посёлок | ↘81       | Сарыбалыкский сельсовет   |
| 10 | Гривенский        | посёлок | ↘2        | Рощинский сельсовет       |
| 11 | Здвинск           | село    | ↗4961     | Здвинский сельсовет       |
| 12 | Лянино            | село    | ↘767      | Лянинский сельсовет       |
| 13 | Маландино         | деревня | ↘335      | Петраковский сельсовет    |
| 14 | Малышево          | деревня | ↘59       | Алексеевский сельсовет    |
| 15 | Мамон             | деревня | ↘108      | Новороссийский сельсовет  |
| 16 | Михайловка        | деревня | ↘251      | Цветниковский сельсовет   |
| 17 | Немки             | посёлок | ↘58       | Новороссийский сельсовет  |
| 18 | Нижний Урюм       | село    | ↘418      | Нижнеурюмский сельсовет   |
| 19 | Нижний Чулым      | село    | ↗882      | Нижнечулымский сельсовет  |
| 20 | Новоалексеевка    | деревня | ↘54       | Петраковский сельсовет    |
| 21 | Новогорносталево  | село    | ↘4        | Верх-Урюмский сельсовет   |
| 22 | Новогребенщиково  | деревня | ↘72       | Алексеевский сельсовет    |
| 23 | Новомихайловка    | деревня | ↘28       | Петраковский сельсовет    |
| 24 | Новороссийское    | село    | ↘474      | Новороссийский сельсовет  |
| 25 | Новощербаки       | деревня | ↗204      | Рощинский сельсовет       |
| 26 | Петраки           | село    | ↗451      | Петраковский сельсовет    |
| 27 | Петропавловский   | посёлок | →67       | Алексеевский сельсовет    |
| 28 | Сарыбалык         | село    | ↘745      | Сарыбалыкский сельсовет   |
| 29 | Светлое           | село    | ↘156      | Нижнеурюмский сельсовет   |
| 30 | Старогорносталево | село    | ↘604      | Горносталевский сельсовет |
| 31 | Хапово            | деревня | ↘245      | Нижнечулымский сельсовет  |
| 32 | Цветники          | село    | ↘725      | Цветниковский сельсовет   |
| 33 | Чича              | деревня | ↘112      | Цветниковский сельсовет   |
| 34 | Чулым             | село    | ↘825      | Чулымский сельсовет       |
| 35 | Широкая Курья     | деревня | ↘45       | Чулымский сельсовет       |
| 36 | Щелчиха           | деревня | ↘86       | Чулымский сельсовет       |

| №  | Населённый пункт | Тип     | Год упразднения |
| -- | ---------------- | ------- | --------------- |
| 1  | Александровский  | посёлок | 1968            |
| 2  | Благовещенка     | посёлок | 1968            |
| 3  | Возрождение      | посёлок | 1978            |
| 4  | Высокая Грива    | посёлок | 1971            |
| 5  | Григорьевский    | посёлок | 1953            |
| 6  | Долгоозёрка      | деревня | 1975            |
| 7  | Дубровский       | посёлок | 1971            |
| 8  | Ипатово          | деревня | 1981            |
| 9  | Кировский        | посёлок | 2004            |
| 10 | Мишино           | деревня | 1988            |
| 11 | Новотроицкий     | посёлок | 1968            |
| 12 | Орловский        | посёлок | 1968            |
| 13 | Первомайский     | посёлок | 1951            |
| 14 | Ряжский          | посёлок | 1953            |
| 15 | Ягодный          | посёлок | 1953            |

## Экономика
В районе находится ряд предприятий пищевой промышленности: Здвинский сыродельный завод, «Увалинский Сырзавод», «Здвинский хладокомбинат». Также действует «Здвинское хлебоприёмное предприятие», занимающееся хранением зерна.

## Транспорт
Протяжённость автомобильных дорог — 469,1 км, из них с твёрдым покрытием — 322,3 км.

## Выдающиеся жители
- Сологуб Николай Андреевич — герой Советского Союза;
- Иван Михайлович Баринов — герой Советского Союза;
- Иноземцев Аким Иванович — герой Советского Союза.